# Charles Taylor Sherman
Pour les articles homonymes, voir Sherman.
Charles Taylor Sherman (3 février 1811 - 1er janvier 1879) fut un avocat et juge américain.
Il est né à Norwalk, dans le Connecticut, de Charles Robert Sherman et de Mary Hoyt Sherman, et est l'aîné de onze enfants.
Sa famille émigra dans le Massachusetts depuis l'Angleterre, en 1634. Son arrière-grand-père et grand-père ont tous deux servi dans les tribunaux de l'État du Connecticut.
Sherman alors jeune, sa famille se déplaça à Lancaster, où son père s'établit comme avocat et devint membre de la Cour suprême de l'Ohio. Ses deux jeunes frères furent John Sherman, sénateur de l'Ohio, et William Tecumseh Sherman, général de l'Armée de l'Union.
En 1827, Sherman entra à l'Université de l'Ohio et eut juste fini son année de première quand son père décéda en 1829. Avec l'aide d'un de amis de son père, il put terminer ses études à l'université. Après il étudia la loi à Dayton, à l'office de Henry Stoddard et acheva ses études légales sous le juge Jacob Parker. Il a été admis à la barre de l'Ohio en 1833.